# Delicatessen (banda brasileira)
Delicatessen é uma banda de jazz gaúcha surgida em Porto Alegre (RS) e atualmente formada por Ana Krüger (voz), Nico Bueno (baixo) e Mano Gomes (bateria). O Delicatessen recria Standards de Jazz americanos em versões que passam pela música brasileira, especialmente a Bossa Nova. Tem seus discos lançados no Brasil e distribuídos na Europa. No Japão, a gravadora Ideé Records edita os discos do grupo. E em todo o sul da Ásia, o Delicatessen é lançado pela gravadora tailandesa HitmanJazz.
A banda estreou com o CD Jazz+Bossa (lançado em 2006 pela gravadora Bebel Arte e produzido por Carlos Badia e Beto Callage ), que recebeu em abril de 2007 uma indicação para o melhor disco de língua estrangeira no 5º Prêmio Tim de Música.
Em novembro de 2007, a banda Delicatessen fez uma turnê passando por Buenos Aires, Florianópolis, Rio de Janeiro e São Paulo. O segundo disco do grupo "My Baby Just Cares for Me" produzido por Carlos Badia e Beto Callage, lançado em 2008, ganhou muitos prêmios, entre eles o Prêmio da Música Brasileira como Melhor Disco em Língua Estrangeira, concorrendo com Eliane Elias e Sérgio Mendes.
Em 2011 a banda lançou seu terceiro disco, "Goodnight Kiss", também produzido por Carlos Badia e Beto Callage, pela gravadora independente Bebel Arte, também ganhou  o o Prêmio da Música Brasileira como Melhor Disco em Língua Estrangeira e vários Troféus no Prêmio Açorianos de Música de Porto Alegre. O álbum conta com participações especiais de João Donato e Roberto Menescal, e tem como convidado o pianista Luiz Mauro Filho.

## Prêmios e indicações

### Prêmio Açorianos
| Ano  | Categoria           | Indicação                         | Resultado |
| ---- | ------------------- | --------------------------------- | --------- |
| 2008 | Disco de Blues/Jazz | My Baby Just Cares For Me         | Venceu    |
| 2011 | Espetáculo do Ano   | Goodnight Kiss                    | Indicado  |
| 2011 | Arranjador          | Delicatessen (por Goodnight Kiss) | Indicado  |